# Сулькевич, Константин
Константин Сулькевич (пол. Konstanty Sulkiewicz, 1888, Сувалки — 1940, Киев) — польский юрист, подпоручик кавалерийского резерва Войска Польского, жертва Катынского расстрела.

## Биография
Родился 10 сентября 1888 года в Сувалках в татарской семье, проживавшей в Виленской губернии. Его прадедом был полковник Мустафа Ахматович, офицер 4-го Литовского авангардного полка, в честь которого был назван Татарский кавалерийский полк Второй Польской Республики. Его родителями были Мацей Ахматович (1820–1901, поэт и майор 5-го уланского полка) и Елена из рода Тухан-Мирзы Барановских. Его братьями и сестрами были Александр, Стефан, Богдан, Леон, Мария, Ева и Эльжбета.
Окончил юридический факультет. После окончания Первой мировой войны в 1918 году занимал должность заместителя директора канцелярии Министерства иностранных дел в Азербайджане. После восстановления независимости Польши его приняли в Войско Польское. 1 июня 1919 года ему было присвоено звание подпоручика кавалерийского запаса с выслугой лет. В 1923 по 1924 год являлся офицером запаса 23-го уланского полка в Виленском гарнизоне. В 1934 году в звании подпоручика кавалерийского резерва был прикомандирован к офицерскому округу №3 в качестве офицера по объявлению на 12 месяцев, а затем остался на учете в Окружном командовании усиления в городе Вильнюсе.
Во время Второй Польской республики был адвокатом в Варшаве и заместителем прокурора окружного суда в Вильнюсе.
После начала Второй мировой войны и польского похода Красной армии 17 сентября 1939 года был арестован советскими властями. В 1940 году был убит сотрудниками НКВД в ходе Катынского расстрела, совершенного на территории Украины. Был похоронен на Польском военном кладбище в Быковне, открытом в 2012 году.

## Награды
- Золотой крест за заслуги (9 ноября 1932 года)